# Ninh Dương (phường)
Ninh Dương là một phường thuộc thành phố Móng Cái, tỉnh Quảng Ninh, Việt Nam.
Phường Ninh Dương có diện tích 12,26 km², dân số năm 1999 là 5.477 người, mật độ dân số đạt 446 người/km².